# 譚日康
譚日康（英語：Coby Tom；1971年4月25日—）香港音樂人、唱作歌手及歌唱老師，出生於中國，11歲移居美國，1994年回流香港，與友人陳智榮組成樂隊「CD Voice」，曾於香港及台灣發行多張唱片，樂隊其後於1998年解散。2002年，譚日康在香港開辦唱歌及跳舞班，擔任舞蹈及歌唱老師，2017年首次舉行個人演唱會，2022年至今在抖音《Sing 聲相惜》担任音樂節目主持，其著作《命運》自去年刊登以來，廣受國內及香港讀者歡迎。

## 個人簡歷
譚日康11歲隨家人移居美國，在當地求學，大學時期主修音樂，同時學習舞蹈，曾經獲得美國三藩市灣區歌唱比賽冠軍及梅艷芳慈善歌唱大賽冠軍。1993年，譚日康與友人陳智榮組成樂隊「CD Voice」，從美國回流香港簽約經理人公司Applause，1994年與香港寶麗金唱片公司簽約入行，11月3日推出首張同名音樂專輯《CD Voice》，主打歌曲包括《灰色的盼望》等，此後於香港及台灣推出多張唱片，其代表作品包括單元劇《台灣靈異事件》片頭曲《波羅蜜》等，1998年回美國從事音樂創作。2002年，譚日康回到香港，在計劃重組樂隊期間，獲友人邀請到幼稚園教授舞蹈，受到兒童和家長的關注，其後自行開辦課程，擔任歌唱及舞蹈老師，學生的年齡由幾歲至70歲不等。

## 演出及近况
2022年9月開始被【678老友圍威喂】專頁邀請在「有故事的人」系列中，撰文編寫自傳《命運》，至今已刊登100多集，其內容被製作成聲演系列在抖音播出，两者均大受歡迎。
2022年12月開始譚日康被邀請在抖音【貝蒂密語】之《Sing 聲相惜》音樂節目中擔任主持及即場演唱經典金曲。
2023年加盟 Asia Action Culture Co. Ltd 成為全職合約歌手藝員，其經理人為資深影視行政人員、前成龍集團 CEO 蘇志鴻。
每年譚日康 Coby均參與不同類形演唱會演出，並經常在唱歌比賽中任評判。
2017年8月8日，譚日康在香港上環文娛中心舉行「Coby Tom The Voice is back譚日康演唱會2017」，門票在2日內售罄，嘉賓包括歌手文佩玲、莫鎮賢、林千豔等。
。